# Klapholt
Klapholt (dansk) eller Klappholz (tysk) er en landsby og kommune beliggende omtrent 10 km nord for Slesvig by i Lusangel i Sydslesvig. Administrativt hører kommunen under Slesvig-Flensborg kreds i den tyske delstat Slesvig-Holsten. Kommunen samarbejder på administrativt plan med andre kommuner i omegnen i Sydangels kommunefællesskab (Amt Südangeln). I kirkelig henseende hører Klapholt under Havetoft Sogn. Sognet lå i Strukstrup Herred (Gottorp Amt), da området tilhørte Danmark.

## Geografi
Klapholt er beliggende ved overgangen fra det bakkede Angel i øst til det mere flade gestlandskab i vest. Landsbyen er flankeret af den cirka 79 ha store Elmskov i vest og den cirka 123 ha store Okselbæk Skov i øst mod Ølsby. Kommunen omfatter ved siden af Klaptholt bebyggelserne Elmskov (Elmholz), Fenn, Glasholt (Glasholz), Lamskær (Lammerskjer), Nybro (Neubrück), Nørreskov (Norderholz), Smøl (Schmöhl) og Vesterskel (Westscheide).

## Historie
Klapholt er første gang nævnt 1352 som Klappholt. Stednavnet er sammensat af klappe (≈slå, sml. oldnordisk klappa) og holt (≈skov) . Elmskov el. Elmholt henviser til elmetræer .